# Прыг-скок (альбом)
«Прыг-скок» — дебютный студийный альбом группы «Егор и Опизденевшие», в котором отразились различные эксперименты Егора Летова в области психоделии, музыки и магии. Альбом записан в мае-июле 1990 года, после временного прекращения деятельности группы «Гражданская оборона». Песни в альбоме имеют характерные для того периода творчества минималистичные аранжировки, наиболее существенное влияние на которые оказало творчество калифорнийской группы «Love». В 2005 году вышло очередное переиздание альбома. Включён в сводку «100 магнитоальбомов советского рока» Александра Кушнира.

## История создания
13 апреля 1990 года в Таллине состоялся последний концерт группы «Гражданская оборона», после которого группа на время прекратила своё существование. На концерте Летов заявил о распаде группы: «Нас хотят сделать частью попса. Я понял, что необходимо либо выскочить из этого потока, либо невиданным усилием воли обратить его течение в другую сторону, ибо в восприятии нашего творчества началась самая настоящая инерция, имеющая к тому же коммерческий характер». После распада Егор Летов неоднократно заявлял, что намеревается покончить с музыкальной деятельностью, одновременно записав альбом-сборник своих любимых песен. Однако при сессиях альбома Егор начал сочинять материал для будущего альбома «Прыг-скок: детские песенки».
Характерной предтечей для создания нового альбома и новой группы был магнитоальбом «Хроника пикирующего бомбардировщика» другого летовского проекта «Коммунизм», записанный в самом начале 1990 года, после чего проект прекратил существование. Альбом был переполнен психоделическими и фолковыми мотивами, а песни из данного альбома впоследствии вошли в альбомы «Опизденевших».
Альбом должен был стать не только «хитрым ходом и попыткой бегства от привычных клише», но и, как выразился впоследствии Кушнир, «неким глобальным экскурсом в область психоделии». Для этого он пристрастился к изучению мистических явлений и оккультных наук. Помимо этого, Летов начал довольно часто путешествовать по уральским лесам и скалам, где он чувствовал себя «уютнее и реальнее, чем на улицах и в жилищах». По его словам, именно эти путешествия дали название альбома.
По словам Егора, после одного из таких путешествий его покусал энцефалитный клещ, после чего у него подскочила температура до 41 градуса, и оставалась такой в течение месяца. Со слов врачей, его должно было парализовать, но вместо этого Летов смотрел матчи сборной Камеруна под руководством советского тренера Валерия Непомнящего, которые, по его словам, его «спасли». Именно им он и посвятил альбом «Прыг-скок». Внезапно Егор выздоровел: «Врачи говорили, что в любой момент меня может парализовать или я с ума сойду. Но ничего. Оказывается, человек привыкает ко всему. Я не спал все это время. Потом привык. А потом взял и неожиданно выздоровел, сам, без всяких лекарств. Приехала Янка, я закончил альбом, свёл его и все. Это был у меня, я считаю, критический момент. После этого я вообще ничего не боюсь». После он просто ходил и сочинял песни, записывая их по ночам на студии «Гр. Об.». Заглавную композицию Летов сочинял в течение полутора месяцев. Весь проект Егор решил выпустить под названием «Егор и Опизденевшие» — «потому что состояние было соответственное».
В записи альбома, помимо Летова, участвовали Константин Рябинов (Кузя Уо), Игорь Жевтун (Джефф) и Юлия Шерстобитова.

## Список композиций
Слова и музыка всех песен — написаны Егором Летовым, кроме указанных.
| №   | Название                            | Длительность |
| --- | ----------------------------------- | ------------ |
| 1.  | «Про дурачка»                       | 4:25         |
| 2.  | «Песенка о святости, мыше и камыше» | 2:36         |
| 3.  | «Отряд не заметил потери бойца»     | 2:27         |
| 4.  | «Про червячков»                     | 1:42         |
| 5.  | «Красный смех (Роман Неумоев)»      | 3:24         |
| 6.  | «Ночь»                              | 0:57         |
| 7.  | «Маленький принц возвращался домой» | 3:18         |
| 8.  | «Ещё раз про дурачка»               | 0:12         |
| 9.  | «Про мишутку (Песенка для Янки)»    | 2:33         |
| 10. | «Когда я умер»                      | 0:05         |
| 11. | «Иваново детство»                   | 3:22         |
| 12. | «Прыг-скок»                         | 10:44        |

| №   | Название                                | Длительность |
| --- | --------------------------------------- | ------------ |
| 1.  | «Про дурачка»                           | 4:24         |
| 2.  | «Песенка о святости, мыше и камыше»     | 2:31         |
| 3.  | «Отряд не заметил потери бойца»         | 2:24         |
| 4.  | «Про червячков»                         | 1:43         |
| 5.  | «Красный смех (Роман Неумоев)»          | 3:15         |
| 6.  | «Ночь»                                  | 0:55         |
| 7.  | «Маленький принц возвращался домой»     | 3:16         |
| 8.  | «Ещё раз про дурачка»                   | 0:10         |
| 9.  | «Про мишутку (Песенка для Янки)»        | 2:32         |
| 10. | «Про малиновую девочку (Роман Неумоев)» | 3:12         |
| 11. | «Когда я умер»                          | 0:05         |
| 12. | «Иваново детство»                       | 3:33         |
| 13. | «Прыг-скок»                             | 10:21        |

| №   | Название                            | Длительность |
| --- | ----------------------------------- | ------------ |
| 1.  | «Про дурачка»                       | 4:25         |
| 2.  | «Песенка о святости, мыше и камыше» | 2:30         |
| 3.  | «Отряд не заметил потери бойца»     | 2:15         |
| 4.  | «Толчки и червячки»                 | 1:43         |
| 5.  | «Красный смех»                      | 3:19         |
| 6.  | «Ночь»                              | 0:55         |
| 7.  | «Маленький принц возвращался домой» | 3:19         |
| 8.  | «Про малиновую девочку»             | 3:08         |
| 9.  | «Ещё раз про дурачка»               | 0:10         |
| 10. | «Про мишутку»                       | 2:36         |
| 11. | «Когда я умер»                      | 0:04         |
| 12. | «Про голографических соловьёв»      | 1:35         |
| 13. | «Про окурок и курок»                | 2:44         |
| 14. | «Иваново детство»                   | 3:22         |
| 15. | «Прыг-скок»                         | 10:20        |

| №   | Название                            | Длительность |
| --- | ----------------------------------- | ------------ |
| 1.  | «Про дурачка»                       | 4:27         |
| 2.  | «Песенка о святости, мыше и камыше» | 2:32         |
| 3.  | «Отряд не заметил потери бойца»     | 2:26         |
| 4.  | «Про червячков»                     | 1:45         |
| 5.  | «Ночь»                              | 0:56         |
| 6.  | «Маленький принц возвращался домой» | 3:23         |
| 7.  | «Ещё раз про дурачка»               | 0:12         |
| 8.  | «Про мишутку»                       | 2:44         |
| 9.  | «Когда я умер»                      | 0:05         |
| 10. | «Жека уже в Гамбурге»               | 1:39         |
| 11. | «Моё описание меня бережёт»         | 0:49         |
| 12. | «Про окурок и курок (Самоотвод)»    | 2:51         |
| 13. | «Иваново детство»                   | 3:23         |
| 14. | «Прыг-скок»                         | 10:29        |
| 15. | «Вечная весна»                      | 6:51         |
| 16. | «Свобода»                           | 2:24         |
| 17. | «Поживём-увидим»                    | 1:49         |
| 18. | «Они сражались за Родину»           | 2:54         |
| 19. | «Привыкать»                         | 3:10         |
| 20. | «Как-то утром»                      | 0:17         |
| 21. | «На исходе дня»                     | 3:20         |
| 22. | «Глина научит»                      | 4:14         |
| 23. | «Будьте здоровы (живите богато)»    | 1:56         |
| 24. | «Передозировка»                     | 2:15         |
| 25. | «Зря вы это всё»                    | 4:39         |

## Состав
- Егор Летов — голос, гитара, бас, ударные.
- Игорь «Джефф» Жевтун — гитара (2, 6, 8), бас.
- Константин «Кузя Уо» Рябинов — электроорган, гитара, бас, перкуссия[5].
- Юлия Шерстобитова — подпевки («Прыг-скок»).

## Интересные факты
- Сергей Курёхин незадолго до своей смерти признался, что альбом ему не понравился[6]. Сам он выразил своё отношение к Летову, что музыкант ему интересен только тем, «что в городе Омске слушают американскую гаражную музыку».
- Кушнир в своей книге утверждал, что Константин Рябинов не принимал участия в записи данного альбома, поскольку находился в то время в Ленинграде. К тому же и сам Рябинов говорил в интервью 1993 года, что Прыг-скок — это летовский сольник.